# TEN to TEN
『TEN to TEN』（テン・トゥ・テン）は、宇都宮隆が2002年7月31日にリリースした7枚目のオリジナル・アルバム。

## 解説
本作より「R and C」に移籍となり、再びメジャー・レーベルからのリリースとなる。
キャッチフレーズは「愛には地図がない。愛には目的がない。だから、愛は歌になる。」となっており、1992年のソロ・デビューからちょうど10年目となる足跡となっている。
先行シングルとしてリリースされた「Remedy」はシングル版とは異なり、最後までフェードアウトせず、カットアウトで終わる仕様となっている。このバージョンは2012年11月発売のベストアルバム『TAKASHI UTSUNOMIYA ORIGINAL SINGLES 1992-2003』にも収録された (逆に2005年3月発売のベストアルバム『TAKASHI UTSUNOMIYA THE BEST 2000-2004』に収録されているものはシングル版と同様にフェードアウトで終わる)。

## 収録曲
| #         | タイトル                | 作詞                   | 作曲       | 編曲               | 時間  |
| --------- | ----------------------- | ---------------------- | ---------- | ------------------ | ----- |
| 1.        | 「silent water melody」 | 藤田広明               | 大堀薫     | 神津裕之           | 5:29  |
| 2.        | 「blue reincarnation」  | 石井妥師               | 石井妥師   | 西平彰、石井妥師   | 4:23  |
| 3.        | 「Cocoon」              | 松井五郎               | 川村ケン   | 大槻啓之           | 5:11  |
| 4.        | 「Call」                | 松井五郎、こさかなおみ | 大西克巳   | 宮内和之、野崎貴朗 | 4:47  |
| 5.        | 「Remedy」              | 渡辺なつみ             | 河越重義   | 河越重義           | 5:52  |
| 6.        | 「Secret Garden」       | 渡辺美佳               | 大西克巳   | 宮内和之、野崎貴朗 | 5:10  |
| 7.        | 「cage」                | 藤田広明               | 佐藤晶     | 佐藤晶             | 4:09  |
| 8.        | 「Ordinary Day」        | 真沙木唯               | 鎌田雅人   | 大槻啓之           | 4:53  |
| 9.        | 「Slow Version」        | 渡辺なつみ             | 長谷川友哉 | 佐々木章           | 3:27  |
| 10.       | 「Reflexion」           | 宮内和之               | 宮内和之   | 宮内和之、野崎貴朗 | 5:15  |
| 合計時間: | 合計時間:               | 合計時間:              | 合計時間:  | 合計時間:          | 48:36 |